# Lešočki manastir
Lešočki manastir (makedonski: Лешочки манастир) se nalazi u blizini sela Lešok, pored grada Tetova, u Sjevernoj Makedoniji.
Monastir se nalazi se pored sela Lešok, na padinama Šar-planine, na nadmorskoj visini od 610 m. Unutar manastirskog kompleksa nalaze se dvije crkve; crkva Blažene Djevice Marije i crkva sv. Atanazija, konaci, gospodarske zgrade i kambanariju (zvonik) ovaj današnji je iz 19. st.).

## Povijest
Točno vrijeme izgradnje crkve Blažene Djevice Marije je i danas nejasno. Najstariji dokumenti u kojoj se crkva spominje potječu iz prve polovice 14. st., iz 1326. ali ima nekih pokazatelja koji ukazuju na to da je podignuta i prije 14. stoljeća.
Crkva je ima tlocrt u obliku trolista (trikonhosa), narteks joj je dograđen naknadno.
U crkvi postoje tri sloja fresaka, iz tri različita razdoblja. Najstariji donji sloj je iz vremena izgradnje crkve (14. st.), srednji sloj je iz 17. stoljeća, a posljednji najviši je iz 1879. godine. Ovaj sloj fresaka je rad slikara Mihajla Gjurčinova i njegove radionice iz Galičnika. On je i autor nekoliko ikona na crkvenom ikonostasu.
1818. godine na mjesto igumana dolazi Kiril Pejčinović, koji je na tom mjestu ostao do svoje smrti 1845. Njegovim dolaskom, sa Svete gore Atos, manastir i njegovi konaci su temeljito obnovljeni i nanovo oslikani. Istovremeno pokrenuta je i biblioteka, sa školom. U to vrijeme manastir je postao značajni prosvjetiteljski i kulturni centar Sjeverne Makedonije i šire regije.
U manastirskom dvorištu nalazi se grob slavenskog prosvjetitelja Kirila Pejčinovića (1770. – 1845.). Njemu u čast u manastiru se održavaju tradicionalni Međunarodni susreti književnih prevodilaca.
U blizini Lešočkog manastira, kod sela Brezno, nalaze se ostatci starije crkva sv. Atanazija.
Ta crkva je iz 14. st. izvrstan je primjer bizantske arhitekture.
Dio mramornih stupova, dijelovi crkvenog ikonostasa, danas se nalaze u Gradskom muzeju Tetovo.
- Manastir je više puta teško oštećivan, rušen, pa zatim obnavljan. Prvi put 1690. godine za osmanlija, drugi put je manastir teško oštećen za etničkih borbi u Zapadnoj Sjevernoj Makedoniji 2001. godine od strane paravojnih snaga albanaca.[2]

Danas su manastrirski konaci tijekom ljeta u funkciji turizma, u njima je moguće odsjesti. Pored manastira je autobusna stanica, s koje voze autobusi na redovnim linijama za Tetovo.

## Vanjske poveznice
- Манастирот во Лешок Св.Атанасиј[neaktivna poveznica] (mak.)